# Nils Svärd
Nils Svärd (10 juillet 1908 - 6 août 2001) est un ancien fondeur suédois.

## Championnats du monde
- Championnats du monde de ski nordique 1931 à Oberhof 
  -  Médaille de bronze sur 18 km.